# Arquidiocese de Luanda
A Arquidiocese de Luanda (Archidiœcesis Luandensis) é uma arquidiocese da Igreja Católica situada em Luanda, em Angola. É descendente da Diocese de Angola e Congo, que foi a única diocese católica de Angola até 1940. De seu antigo território, foram erigidas várias dioceses. O seu actual arcebispo é Dom Filomeno do Nascimento Vieira Dias e fica situada na Sé Catedral de Luanda.

## História
A Diocese de Angola e Congo foi erigida em 1596 pelo Papa Clemente VIII a partir da Diocese de São Tomé (actual Diocese de São Tomé e Príncipe), como sufragânea da Arquidiocese de Lisboa.
Inicialmente esteve sediada em São Salvador do Congo (actual M'banza Congo), mas em 1716 mudou-se a Luanda, onde os bispos moravam para estar mais próximo as autoridades coloniais.
Desde essa época encontra-se sediada na antiga Igreja dos Remédios de Luanda, templo construído entre 1655 e 1674 que é a actual Sé Catedral de Luanda.
Com a criação da província eclesiástica de São Salvador da Bahia em 1676, por meio da bula Inter Pastoralis Officii Curas do Papa Inocêncio XI, torna-se sua sufragânea. Após a Independência do Brasil, em 13 de janeiro de 1844, volta a ser sufragânea do agora Patriarcado de Lisboa.
Até 1940 foi a única diocese de Angola (em contrapartida, haviam duas prefeituras apostólicas e duas missões sui iuris), mas naquele ano foi elevada a arquidiocese. No processo de elevação a arquidiocese, absorveu a Missão Sui Iuris de Lunda, que era sediada em Malanje, e havia sido ereta em 1900, e; a Prefeitura Apostólica do Baixo Congo no Cubango, que era sediada em Cabinda, e havia sido ereta em 1640.
Teve como primeiro nome Diocese de São Salvador do Congo. Depois, mudou para Diocese de São Paulo de Luanda ou Diocese de Congo em Angola. No século XVIII, tinha como nomes Diocese de São Paulo de Luanda e Diocese de Congo em Angola. Por fim, no século XIX, tomou o nome de Diocese de Angola e Congo.

## Episcopados
|                        | Nome                                                   | Período    | Notas                             |
| Arcebispos             | Arcebispos                                             | Arcebispos | Arcebispos                        |
| ---------------------- | ------------------------------------------------------ | ---------- | --------------------------------- |
| 6º                     | Filomeno do Nascimento Vieira Dias                     | 2014-atual |                                   |
| 5º                     | Damião António Franklin                                | 2001-2014  |                                   |
| 4º                     | Alexandre Cardeal do Nascimento, O.P.                  | 1986-2001  |                                   |
| 3º                     | Eduardo André Muaca                                    | 1975-1985  |                                   |
| 2º                     | Manuel Nunes Gabriel                                   | 1966-1975  |                                   |
| 1º                     | Moisés Alves de Pinho, C.S.Sp.                         | 1940-1966  |                                   |
| Arcebispos-coadjutores |                                                        |            |                                   |
|                        | Zacarias Kamwenho                                      | 1995-1997  |                                   |
|                        | Eduardo André Muaca                                    | 1975       |                                   |
|                        | Manuel Nunes Gabriel                                   | 1962-1966  |                                   |
| Bispos                 |                                                        |            |                                   |
| 31º                    | Moisés Alves de Pinho, C.S.Sp.                         | 1932-1940  | Elevado a arcebispo               |
| 30º                    | João Evangelista de Lima Vidal                         | 1909-1915  | Nomeado Bispo-auxiliar de Lisboa  |
| 29º                    | António Barbosa Leão                                   | 1906-1907  |                                   |
| 28º                    | António José Gomes Cardoso                             | 1901-1904  |                                   |
| 27º                    | António Dias Ferreira                                  | 1891-1901  |                                   |
| 26º                    | António Tomás da Silva Leitão e Castro                 | 1884-1891  | Nomeado Bispo-coadjutor de Lamego |
| 25º                    | José Sebastião de Almeida Neto, O.F.M.                 | 1879-1883  | Nomeado Patriarca de Lisboa       |
| 24º                    | Tomás Gomes de Almeida                                 | 1871-1879  | Nomeado Bispo-auxiliar de Goa     |
| 23º                    | José Lino de Oliveira                                  | 1863-1871  |                                   |
| 22º                    | Manuel de Santa Rita Barros, T.O.R.                    | 1860-1862  |                                   |
| 21º                    | Joaquim Moreira Reis, O.S.B.                           | 1849-1857  |                                   |
| 20º                    | Sebastião da Anunciação Gomes de Lemos, O.C.D.         | 1846-1848  |                                   |
| 19º                    | João Damasceno da Silva Póvoas                         | 1814-1826  |                                   |
| 18º                    | Joaquim Maria Mascarenhas Castelo Branco               | 1802-1807  |                                   |
| 17º                    | Luís de Brito Homem                                    | 1791-1802  | Nomeado Bispo de São Luis         |
| 16º                    | Alexandre da Sagrada Família Ferreira da Silva, O.F.M. | 1785-1787  |                                   |
| 15º                    | Luís da Anunciação Azevedo, O.P.                       | 1771-1784  |                                   |
| 14º                    | Manuel de Santa Inês Ferreira, O.C.D.                  | 1745-1770  | Nomeado Arcebispo de Salvador     |
| 13º                    | António de Nossa Senhora do Desterro Malheiro, O.S.B.  | 1738-1745  | Nomeado Bispo do Rio de Janeiro   |
| 12º                    | Manuel de Santa Catarina, O. Carm.                     | 1720-1731  |                                   |
| 11º                    | Luís Simões Brandão                                    | 1702-1720  |                                   |
| 10º                    | José de Oliveira, O.S.A.                               | 1694-1700  |                                   |
| 9º                     | João Franco de Oliveira                                | 1687-1692  | Nomeado Arcebispo de Salvador     |
| 8º                     | Manuel da Natividade, O.F.M.                           | 1675-1685  |                                   |
| 7º                     | António do Espírito Santo, O.C.D.                      | 1672-1674  |                                   |
| 6º                     | Pedro Sanches                                          | 1671       |                                   |
| 5º                     | Francisco de Soveral, O.S.A.                           | 1627-1642  |                                   |
| 4º                     | Simão Mascarenhas, O.F.M.                              | 1621-1624  |                                   |
| 3º                     | Manuel Batista Soares, O.F.M.                          | 1609-1620  |                                   |
| 2º                     | António de Santo Estevão, O.P.                         | 1604-1608  |                                   |
| 1º                     | Miguel Rangel, O.F.M. Cap.                             | 1596-1602  |                                   |
| Bispos auxiliares      |                                                        |            |                                   |
|                        | António Lungieki Pedro Bengui                          | 2021-atual |                                   |
|                        | Fernando Francisco                                     | 2021-atual |                                   |
|                        | Zeferino Zeca Martins, S.V.D.                          | 2012-2018  | Nomeado Arcebispo da Huambo       |
|                        | Filomeno do Nascimento Vieira Dias                     | 2003-2005  | Nomeado Bispo de Cabinda          |
|                        | Anastácio Cahango, O.F.M.Cap.                          | 1998-2013  |                                   |
|                        | Damião António Franklin                                | 1992-2001  | Elevado a Arcebispo               |
|                        | Serafim Shyngo-Ya-Hombo, O.F.M.Cap.                    | 1990-1992  | Nomeado Bispo de Mabanza Congo    |
|                        | Paulino Fernandes Madeca                               | 1983-1984  | Nomeado Bispo de Cabinda          |
|                        | Pedro Luís Guido Scarpa, O.F.M.Cap.                    | 1983-1990  | Nomeado Bispo de Nadalatando      |
|                        | Zacarias Kamwenho                                      | 1974-1975  | Nomeado Bispo de Sumbe            |
|                        | Eduardo André Muaca                                    | 1970-1973  | Nomeado Bispo de Malanje          |